# 农安辽塔
农安辽塔，位於中华人民共和国吉林省长春市农安县农安镇，是中华人民共和国现存最北端的佛塔。该塔始建于辽代，历经多次修缮，于2013年3月入选第七批全国重点文物保护单位。

## 历史

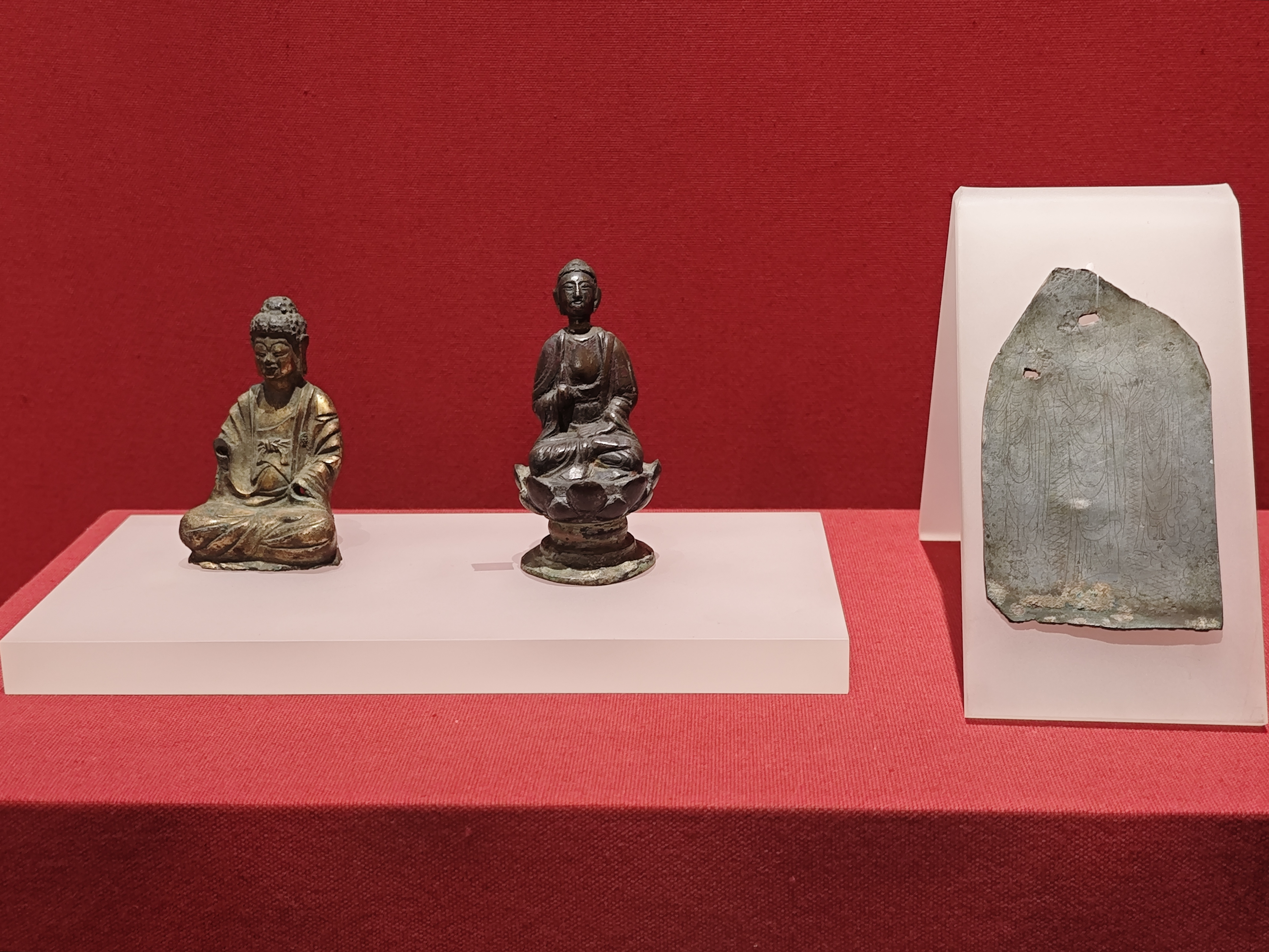
1953年，考古人员维修农安辽塔时发现的观世音、释迦牟尼铜制佛像，以及释迦牟尼佛像银牌。现均藏于吉林省博物院

农安辽塔始建于辽圣宗时期，原称“龙安塔”，曾是黄龙府寺的附属物，作为辽代僧人的纳骨塔使用。据《农安县志》中所述，农安辽塔原高约三十丈，整体横截面呈八角形，其檐各角均建有铁制的风铃和铜制的钟，每逢风雨天则会互相敲击作响。辽道宗时期，佛学家鲜演曾担任过黄龙府寺（即后世所称“农安辽寺”）的住持，引起了佛教文化在黄龙府城的较大规模盛行。清末民初时期，该塔逐渐讹称为“农安塔”。中华人民共和国成立后，1953年，吉林省人民政府拨款修缮了农安辽塔，后因经济困难而中断。在此次重修过程中，考古人员于塔身砖砌室中发现了观世音和释迦牟尼铜佛像、释迦牟尼佛像银牌、木制圆形骨灰盒、舍利子绸布带、瓷香盒、瓷香爐、银质小型圆盒等辽代文物。1961年4月13日，农安辽塔被列入第一批吉林省文物保护单位。1985年，吉林省人民政府重启了对农安辽塔的修缮，恢复了其在《农安县志》中描绘的形制。2013年3月5日，农安辽塔入选中华人民共和国第七批全国重点文物保护单位。

## 外观
农安辽塔整体由青砖筑成，横截面呈八角形，由塔座、塔身和塔刹三部分构成。全塔共计13层，高约44米。塔身的八个面均建有龛门或假门，其檐角过渡部分建有斗拱，均仿木制结构；其檐尾均装有铁环，遇风时可撞击作响，作为整塔在声音方面的点缀和装饰。塔刹底部刻有仰莲图案，其上方建有镀金的圓光宝瓶，作为全塔最顶部的装饰。